# Marine Vacth
Marine Vacth (Parijs, 9 april 1991) is een Frans actrice en model.

## Levensloop
Marine Vacth werd geboren in het twaalfde arrondissement in Parijs. Haar vader was vrachtwagenchauffeur en haar moeder boekhouder. Ze groeide op in Maisons-Alfort aan de rand van Parijs en volgde onderwijs aan het Lycée Eugène Delacroix. Vacth verhuisde naar Parijs voordat ze haar middelbare school had afgerond.
Vacth begon haar carrière als model toen ze nog maar 15 jaar oud was en een talentscout haar inschreef voor het merk H&M. Haar acteercarrière begon ze op 20-jarige leeftijd, toen ze de rol van Tessa speelde in de film Ma part du gâteau. In 2011 volgde ze Kate Moss op als het gezicht van de parfums Yves Saint Laurent en kledingmerk Chloé.
Ze woont in Parijs met haar partner, de fotograaf Paul Schmidt, met wie ze in het voorjaar van 2014 een zoon kreeg.

## Filmografie

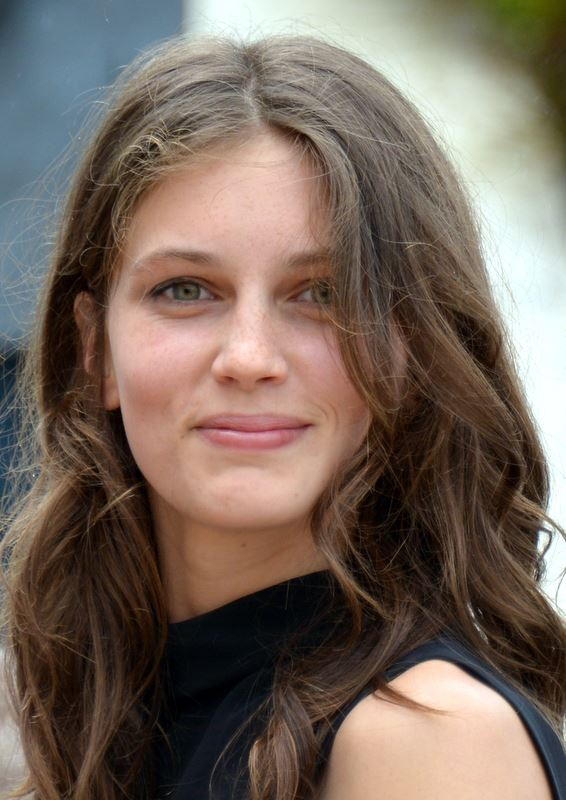
Marine Vacth bij de première van Jeune et Jolie op het filmfestival van Cannes in 2013.

- 2011: Ma part du gâteau van Cédric Klapisch als Tessa
- 2012: Ce que le jour doit à la nuit van Alexandre Arcady als Isabelle Rucillio
- 2013: Jeune et Jolie van François Ozon als Isabelle
- 2015: Belles Familles van Jean-Paul Rappeneau als Louise
- 2016: La Confession van Nicolas Boukhrief als Barny
- 2017: L'Amant double van François Ozon als Chloé
- 2017: Si tu voyais son cœur van Joan Chemla als Francine
- 2020: ADN van Maïwenn als Lilah
- 2022: Entre la vie et la mort van Giordano Gederlini als Virginie
- 2022: Novembre van Cédric Jimenez
- 2022: Mascarade van Nicolas Bedos als Margot

- Bibsys: 15000752
- Biblioteca Nacional de España: XX5573623
- Bibliothèque nationale de France: cb16774751f (data)
- Catàleg d'autoritats de noms i títols de Catalunya: 981058608830906706
- CiNii: DA19747588
- Gemeinsame Normdatei: 1020492805
- International Standard Name Identifier: 0000 0004 0142 6951
- Library of Congress Control Number: no2014120485
- Nationale Bibliotheek van Tsjechië: xx0192183
- Nationale Bibliotheek van Israël: 987007325721405171
- Nationale Bibliotheek van Polen: a1000000937324
- Nederlandse Thesaurus van Auteursnamen: 370552024
- Système universitaire de documentation: 176022627
- Virtual International Authority File: 232559388
- WorldCat: E39PBJdgTTttfyHpRfhwwCMXVC